# Oswaldo Faria
Oswaldo Faria es un exfutbolista brasileño. 

## Clubes
- Club de Regatas Vasco da Gama (1974)
- Goiânia Esporte Clube (1975 – 1977)
- Sport Club Internacional (1978)
- Club América (1978 – 1981)
- Tampico Madero Fútbol Club (1981 - 1982)